# Комиссарский Сад (Червенский район)
Комиссарский Сад (бел. Камiсарскi Сад) — деревня в Червенском районе Минской области. Входит в состав Колодежского сельсовета.

## Географическое положение
Находится примерно в 6 километрах к северо-востоку от райцентра, в 68 км от Минска, в 18 км от железнодорожной станции Гродзянка линии Верейцы—Гродзянка, в 300 метрах к северу от автодороги М4 Минск—Могилёв.

## История
Населённый пункт основан в 1922 году на землях, принадлежавших бывшему помещичьему имению Ивановск, как посёлок в составе Руднянского сельсовета. Впоследствии деревня, 20 августа 1924 года вошедшая в состав вновь образованного Колодежского сельсовета Червенского района Минского округа (с 20 февраля 1938 — Минской области). Согласно переписи населения СССР 1926 года в деревне насчитывалось 30 дворов, проживали 176 человек. На 1935 год также упоминается под названием Игуменская Буда. Во время Великой Отечественной войны деревня была оккупирована немецко-фашистскими захватчиками в начале июля 1941 года, 13 её жителей не вернулись с фронта. Освобождена в начале июля 1944 года. На 1960 год население деревни составило 155 жителей. В 1980-е годы Комиссарский Сад относился к совхозу «Натальевск». На 1997 год здесь насчитывалось 22 домов, проживал 41 человек. На 2013 год 11 круглогодично жилых домов, 14 постоянных жителей.

## Население
- 1926 — 30 дворов, 176 жителей
- 1960 — 155 жителей
- 1997 — 22 двора, 41 житель
- 2013 — 11 дворов, 14 жителей